# Shorttrack

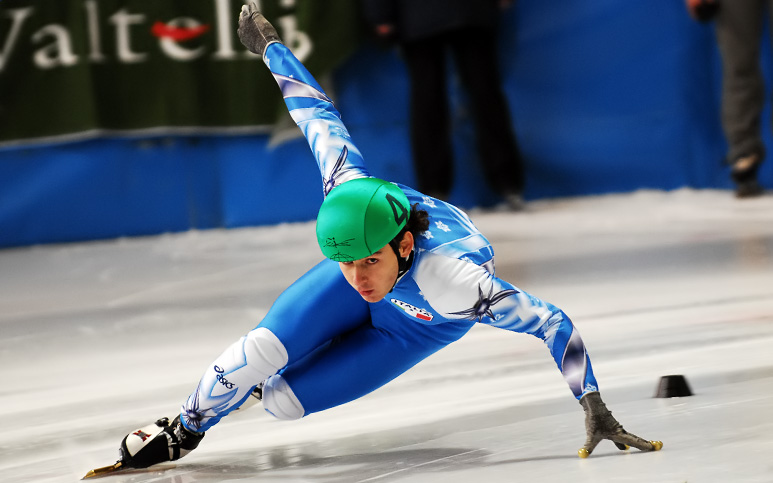
Der italienische Shorttrackläufer Yuri Confortola, hier in Bormio beim Short Track (Alta Valtellina Trophy 2006)

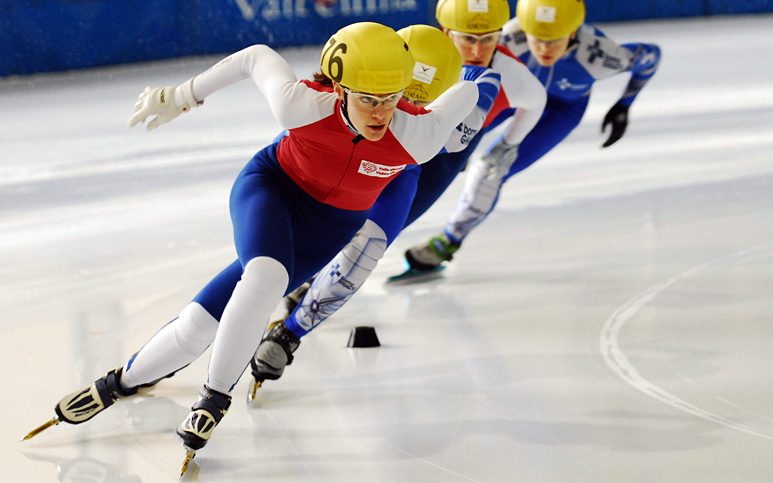
Shorttrackläuferinnen, hier in Bormio beim Shorttrack (Coppa Italia 2007)

Shorttrack, auch Short Track, ist eine Disziplin des Eisschnelllaufs, die seit 1992 olympisch ist. Die Bezeichnung ‚Shorttrack‘ (engl. für ‚Kurzbahn‘) betont, dass die Rundenlänge mit 111,12 Metern kürzer als die des klassischen Eisschnelllaufs mit 400 Metern ist und damit auf Eishockeyflächen gelaufen werden kann.

## Entwicklung
Shorttrack hat seinen Ursprung in Nordamerika, wo die Eisschnellläufer Anfang des 20. Jahrhunderts aufgrund des Mangels an 400-m-Bahnen häufig auf kleineren Eisbahnen trainierten. 1967 übernahm die Internationale Eislaufunion (ISU) das bislang uneinheitliche Shorttrack-Eisschnelllaufen. Die ISU richtet jährlich Weltmeisterschaften (seit 1976), Europameisterschaften (seit 1997) sowie den Shorttrack-Weltcup aus.
Seit 1989 finden die Weltmeisterschaften mit der Bezeichnung „World Short Track Speed Skating Championships“ statt. Die Veranstaltungen 1976–1980, die unter verschiedenen Namen stattgefunden hatten, erhielten rückwirkend den Status von Weltmeisterschaften. Die ISU registriert Weltrekorde über 500, 1000, 1500 und 3000 Meter sowie im Staffellauf.
Shorttrack gehört seit 1988 (Demo, offiziell 1992) zum Programm der Olympischen Winterspiele.

## Rennen und Verbände
Die Rennen werden auf einer 111,12 Meter langen ovalen Bahn ausgetragen. Damit kann man alle Standardstrecken als Vielfache von ganzen und halben Runden darstellen. Der Sieger wird in einem über mehrere Runden führenden Wettbewerb im K.-o.-System ermittelt. Ausschlaggebend ist – im Unterschied zum verwandten Eisschnelllauf – nicht die erzielte Zeit, sondern ausschließlich die Platzierung. Pro Lauf starten auf kürzeren Strecken vier, auf längeren bis zu acht Läufern, von denen zwei bis drei die nächste Runde erreichen. Massenstart und Laufen im Pulk (sog. Packstyle) stellen besondere Anforderungen an das taktische Verhalten der Läufer. Die engen Kurvenradien erzwingen eine gegenüber dem klassischen Eisschnelllauf wesentlich andere Lauftechnik und Ausrüstung.
Es gibt Entscheidungen im Mehrkampf, im Staffellauf und auf den Einzelstrecken:
- Der Mehrkampf (Overall) besteht aus Rennen über 1500 Meter (13½ Runden), 500 Meter (4½ Runden), 1000 Meter (9 Runden) sowie 3000 Meter (27 Runden), die in dieser Reihenfolge (meist an zwei bis drei Tagen) ausgetragen werden. Die ersten drei Strecken werden mit allen Teilnehmern vom Vorlauf bis zum Endlauf ausgetragen, über 3000 Meter gibt es nur ein Rennen mit den sechs bis acht Bestplatzierten nach drei Strecken. Mehrkampfmeister werden bei Weltmeisterschaften, Europameisterschaften und nationalen Meisterschaften ermittelt.
- Im Staffellauf bestreiten aus je vier Läufern bestehende Mannschaften Rennen über 3000 Meter (Frauen) bzw. 5000 Meter (Männer). Es wird laufend gewechselt, die jeweils nicht im Einsatz befindlichen Läufer halten sich innerhalb der 111,12-Meter-Runde auf. Staffelmeister werden bei Olympischen Winterspielen, Welt-, Europa- und nationalen Meisterschaften ermittelt.
- Die üblicherweise ausgetragenen Einzelentscheidungen sind 500, 1000 und 1500 Meter. Die Austragung kann sowohl separat als auch im Rahmen eines Mehrkampfes erfolgen. Einzelsieger werden bei Olympischen Winterspielen, Welt- und einigen nationalen Meisterschaften ermittelt.

Bei Nachwuchswettkämpfen sowie nicht von der ISU registrierten Wettbewerben sind auch andere Streckenlängen üblich.
Zuständige nationale Verbände (Auswahl) sind
- in Deutschland die Deutsche Eisschnelllauf- und Shorttrack-Gemeinschaft
- in der Schweiz der Schweizer Eislauf-Verband
- in Österreich der Österreichische Eisschnelllauf-Verband

## Weltrekorde
| Strecke               | Sportler                                                             | Nation              | Datum             | Ort         | Zeit         |
| --------------------- | -------------------------------------------------------------------- | ------------------- | ----------------- | ----------- | ------------ |
| 500 m Frauen          | Kim Boutin                                                           | Kanada              | 3. November 2019  | Kearns      | 41,936 s     |
| 500 m Männer          | Wu Dajing                                                            | Volksrepublik China | 22. Februar 2018  | Pyeongchang | 39,584 s     |
| 1000 m Frauen         | Shim Suk-hee                                                         | Südkorea            | 21. Oktober 2012  | Calgary     | 1:26,661 min |
| 1000 m Männer         | Hwang Dae-heon                                                       | Südkorea            | 12. November 2016 | Kearns      | 1:20,875 min |
| 1500 m Frauen         | Choi Min-jeong                                                       | Südkorea            | 12. November 2016 | Kearns      | 2:14,354 min |
| 1500 m Männer         | Sjinkie Knegt                                                        | Niederlande         | 13. November 2016 | Kearns      | 2:07,943 min |
| 3000 m Frauen         | Jung Eun-ju                                                          | Südkorea            | 15. März 2008     | Harbin      | 4:46,983 min |
| 3000 m Männer         | Noh Jin-kyu                                                          | Südkorea            | 19. März 2011     | Warschau    | 4:31,891 min |
| 3000-m-Staffel Frauen | Selma Poutsma, Suzanne Schulting, Yara van Kerkhof, Xandra Velzeboer | Niederlande         | 23. Oktober 2021  | Peking      | 4:02,809 min |
| 5000-m-Staffel Männer | Michael Gilday, Charles Hamelin, François Hamelin, Olivier Jean      | Kanada              | 19. Oktober 2012  | Calgary     | 6:30,958 min |
| 2000-m-Staffel Mixed  | Kim A-lang, Kim Dong-wook, Kim Ji-yoo, Kwak Yoon-gy                  | Südkorea            | 24. Oktober 2021  | Peking      | 2:35,951 min |

## Bahn

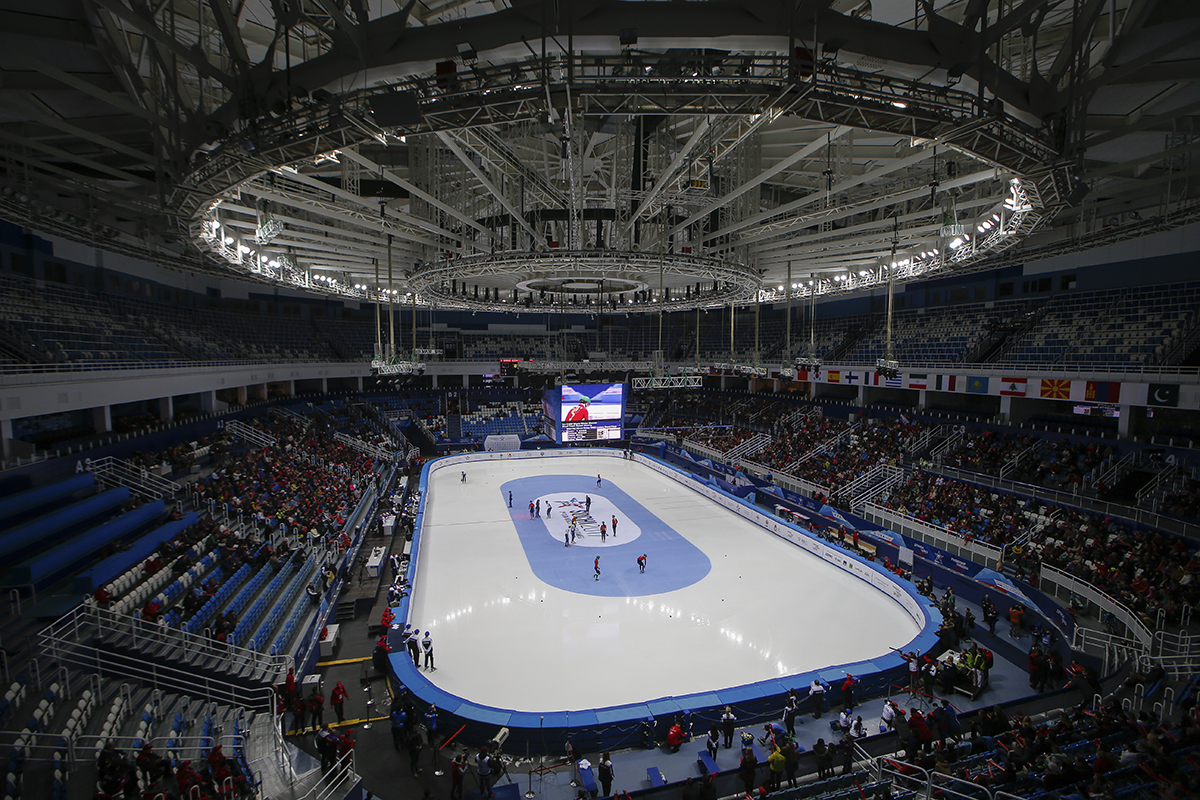
Shorttrack-Bahn

Der österreichische Verband fordert eine Eisfläche von mindestens 60 × 30 Meter Größe (in der Regel mit abgerundeten Ecken), eine Mindestbreite der Längsbahnen von je 7 Meter, sowie eine symmetrische Form der zwei Kurven. Pro Kurve werden 7 Blöcke zur Markierung verwendet, der mittlere (Apex-)Block muss mindestens 4 m Abstand von der Bande aufweisen. Die Banden müssen in voller Höhe geeignet für das Anprallen von Läufern gepolstert sein. Um 1 oder 2 Meter in eine der 4 Richtungen verschobene Bahnen helfen die Eisqualität zu bewahren.